# Bruno Berglund
Bruno Berglund (Stoccolma, 13 febbraio 1947) è un copilota di rally svedese, vincitore di tre edizioni del Rally Dakar (1989, 1990 e 1991), tutte con pilota finlandese Ari Vatanen.

## Biografia
Navigatore baffuto e corpulento, oltre alle tre vittorie alla Dakar, sempre con Ari Vatanen, ha vinto quattro Rally dei Faraoni, un Rally di Tunisia e due Baja España-Aragón.

## Piloti
Nella sua lunga carriera Bergulnd è stato navigatore dei seguenti piloti.
- Anders Kulläng  (dal 1976 al 1982) su Opel e Mitsubishi, nel mondiale rally
- Stig Blomqvist (dal 1986 al 1987) su Ford, nel mondiale rally
- Ari Vatanen (dal 1988 al 1993) su Mitsubishi e Subaru, nel mondiale rally
- Ari Vatanen (dal 1987 al 1991) su Peugeot e Citroën, nei rally raid

## Palmarès

### Rally

#### Campionato del mondo rally
Vincitore, in coppia con il connazionale Anders Kulläng, di una prova del mondiale rally. Nella tabella che segue sono elencati tutti i podi conquistati in gare del mondiale WRC.
| Anno | Rally              | Pilota         | Vettura                | Pos. |
| ---- | ------------------ | -------------- | ---------------------- | ---- |
| 1977 | Rally di Svezia    | Anders Kulläng | Opel Kadett GTE        | 3º   |
| 1978 | Rally del Canada   | Anders Kulläng | Opel Kadett GTE        | 3º   |
| 1980 | Rally di Svezia    | Anders Kulläng | Opel Ascona 400        | 1º   |
| 1986 | Rally di Argentina | Stig Blomqvist | Peugeot 205 Turbo 16   | 3º   |
| 1987 | Mille Laghi        | Stig Blomqvist | Ford Sierra Cosworth   | 3º   |
| 1987 | Rally RAC          | Stig Blomqvist | Ford Sierra Cosworth   | 2º   |
| 1990 | Mille Laghi        | Ari Vatanen    | Mitsubishi Galant VR-4 | 2º   |
| 1992 | Rally RAC          | Ari Vatanen    | Subaru Legacy 4WD      | 2º   |
| 1993 | Mille Laghi        | Ari Vatanen    | Subaru Impreza 555     | 2º   |
| 1993 | Rally d'Australia  | Ari Vatanen    | Subaru Legacy 4WD      | 2º   |

### Rally raid

#### Rally Dakar
| Anno | Pilota      | Mezzo                | Pos. | Tappe |
| ---- | ----------- | -------------------- | ---- | ----- |
| 1985 | Erwin Weber | Opel Manta 400       | Rit. |       |
| 1988 | Ari Vatanen | Peugeot 405 Turbo 16 | Rit. | 4     |
| 1989 | Ari Vatanen | Peugeot 405 Turbo 16 | 1º   | 7     |
| 1990 | Ari Vatanen | Peugeot 405 Turbo 16 | 1º   | 6     |
| 1991 | Ari Vatanen | Citroën ZX           | 1º   | 5     |
| 1992 | Ari Vatanen | Citroën ZX           | 5º   | 7     |

#### Altri risultati
1987
- al Rally dei Faraoni con Ari Vatanen su Peugeot 205 Turbo 16

1988
- al Rally di Tunisia con Ari Vatanen su Peugeot 405 Turbo 16
- al Rallye de l'Atlas con Ari Vatanen su Peugeot 405 Turbo 16
- al Rally dei Faraoni con Ari Vatanen su Peugeot 405 Turbo 16
- al Baja España-Aragón con Ari Vatanen su Peugeot 405 Turbo 16

1989
- al Rally dei Faraoni con Ari Vatanen su Peugeot 405 Turbo 16

1990
- al Baja España-Aragón con Ari Vatanen su Citroën ZX

1991
- al Rally dei Faraoni con Ari Vatanen su Citroën ZX

## Risultati nel mondiale rally

### ICM
- 1972 - Opel Ascona - Ritirato al Rally di Gran Bretagna[3]

### WRC
| 1975 | Scuderia | Vettura   |  |  |  |  |  |  |  |  |  |     |  |  |  |  |  |  | Punti | Pos. |
| ---- | -------- | --------- |  |  |  |  |  |  |  |  |  | --- |  |  |  |  |  |  | ----- | ---- |
| 1975 |          | Volvo 142 |  |  |  |  |  |  |  |  |  | Rit |  |  |  |  |  |  | [ 4 ] |      |

| 1976 | Scuderia  | Vettura                   |  |   |  |  |  |  |  |  |  |    |  |  |  |  |  |  | Punti       | Pos. |
| ---- | --------- | ------------------------- |  | - |  |  |  |  |  |  |  | -- |  |  |  |  |  |  | ----------- | ---- |
| 1976 | Kolsva MS | BMW 2002 Ti Toyota Celica |  | ? |  |  |  |  |  |  |  | 19 |  |  |  |  |  |  | [ 4 ] [ 5 ] |      |

| 1977 | Scuderia       | Vettura                       |  |   |  |  |  |  |    |  |  |  |    |  |  |  |  |  | Punti       | Pos. |
| ---- | -------------- | ----------------------------- |  | - |  |  |  |  | -- |  |  |  | -- |  |  |  |  |  | ----------- | ---- |
| 1977 | MK Team Westom | Opel Kadett GT/E Škoda 130 RS |  | 3 |  |  |  |  | 10 |  |  |  | 15 |  |  |  |  |  | [ 6 ] [ 7 ] |      |

| 1978 | Scuderia                                             | Vettura          |   |     |  |   |     |   |   |  |  |  |   |  |  |  |  |  | Punti | Pos. |
| ---- | ---------------------------------------------------- | ---------------- | - | --- |  | - | --- | - | - |  |  |  | - |  |  |  |  |  | ----- | ---- |
| 1978 | Opel Euro Händler Team Opel Mobil Dealer Team Sweden | Opel Kadett GT/E | 9 | Rit |  | 6 | Rit | 7 | 3 |  |  |  | 5 |  |  |  |  |  | [ 6 ] |      |

| 1979 | Scuderia                                          | Vettura          |  |     |  |  |  |  |     |  |  |  |  |  |  |  |  |  | Punti | Pos. |
| ---- | ------------------------------------------------- | ---------------- |  | --- |  |  |  |  | --- |  |  |  |  |  |  |  |  |  | ----- | ---- |
| 1979 | Dealer Opel Team Holland Opel Dealer Team Holland | Opel Kadett GT/E |  | Rit |  |  |  |  | Rit |  |  |  |  |  |  |  |  |  | 0     |      |

| 1980 | Scuderia               | Vettura         |   |   |     |  |   |  |     |  |     |  |   |  |  |  |  |  | Punti | Pos. |
| ---- | ---------------------- | --------------- | - | - | --- |  | - |  | --- |  | --- |  | - |  |  |  |  |  | ----- | ---- |
| 1980 | Opel Euro Händler Team | Opel Ascona 400 | 4 | 1 | Rit |  | 4 |  | Rit |  | Rit |  | 5 |  |  |  |  |  | 48    | 5º   |

| 1981 | Scuderia                      | Vettura                                      |   |   |     |     |  |     |  |  |    |  |  |   |  |  |  |  | Punti | Pos. |
| ---- | ----------------------------- | -------------------------------------------- | - | - | --- | --- |  | --- |  |  | -- |  |  | - |  |  |  |  | ----- | ---- |
| 1981 | Publimmo Racing Team Ralliart | Opel Ascona 400 Mitsubishi Lancer 2000 Turbo | 4 | 4 | Rit | Rit |  | Rit |  |  | 12 |  |  | 9 |  |  |  |  | [ 6 ] |      |

| 1982 | Scuderia                               | Vettura                                                      |  |     |  |  |  |  |  |  |     |   |     |     |  |  |  |  | Punti             | Pos. |
| ---- | -------------------------------------- | ------------------------------------------------------------ |  | --- |  |  |  |  |  |  | --- | - | --- | --- |  |  |  |  | ----------------- | ---- |
| 1982 | Team Ralliart Rothmans Opel Rally Team | Renault 5 Turbo Mitsubishi Lancer 2000 Turbo Opel Ascona 400 |  | Rit |  |  |  |  |  |  | Rit | 7 | Rit | Rit |  |  |  |  | [ 8 ] [ 6 ] [ 9 ] |      |

| 1983 | Scuderia   | Vettura       |  |    |  |  |  |  |  |  |  |  |  |  |  |  |  |  | Punti  | Pos. |
| ---- | ---------- | ------------- |  | -- |  |  |  |  |  |  |  |  |  |  |  |  |  |  | ------ | ---- |
| 1983 | Saab Sport | Saab 99 Turbo |  | 10 |  |  |  |  |  |  |  |  |  |  |  |  |  |  | [ 10 ] |      |

| 1984 | Scuderia       | Vettura        |  |  |  |     |  |  |  |  |  |  |  |  |  |  |  |  | Punti | Pos. |
| ---- | -------------- | -------------- |  |  |  | --- |  |  |  |  |  |  |  |  |  |  |  |  | ----- | ---- |
| 1984 | Opel Euro Team | Opel Manta 400 |  |  |  | Rit |  |  |  |  |  |  |  |  |  |  |  |  | 0     |      |

| 1985 | Scuderia        | Vettura         |  |  |  |  |  |  |  |  |   |  |  |  |  |  |  |  | Punti  | Pos. |
| ---- | --------------- | --------------- |  |  |  |  |  |  |  |  | - |  |  |  |  |  |  |  | ------ | ---- |
| 1985 | Clarion Svenska | Audi Quattro A2 |  |  |  |  |  |  |  |  | 6 |  |  |  |  |  |  |  | [ 12 ] |      |

| 1986 | Scuderia                                 | Vettura                            |  |     |     |  |  |     |  |   |   |  |  |     |  |  |  |  | Punti  | Pos. |
| ---- | ---------------------------------------- | ---------------------------------- |  | --- | --- |  |  | --- |  | - | - |  |  | --- |  |  |  |  | ------ | ---- |
| 1986 | Ford Motor Co. Ltd. Peugeot Talbot Sport | Ford RS200 Peugeot 205 Turbo 16 E2 |  | Rit | Rit |  |  | Rit |  | 3 | 4 |  |  | Rit |  |  |  |  | [ 13 ] |      |

| 1987 | Scuderia            | Vettura                                    |    |   |  |     |     |  |  |  |  |   |  |  |   |  |  |  | Punti  | Pos. |
| ---- | ------------------- | ------------------------------------------ | -- | - |  | --- | --- |  |  |  |  | - |  |  | - |  |  |  | ------ | ---- |
| 1987 | Ford Motor Co. Ltd. | Ford Sierra XR 4x4 Ford Sierra RS Cosworth | SQ | 6 |  | Rit | Rit |  |  |  |  | 3 |  |  | 2 |  |  |  | [ 13 ] |      |

| 1988 | Scuderia                                | Vettura                           |  |  |  |  |  |  |  |  |  |     |  |  |     |  |  |  | Punti | Pos. |
| ---- | --------------------------------------- | --------------------------------- |  |  |  |  |  |  |  |  |  | --- |  |  | --- |  |  |  | ----- | ---- |
| 1988 | Prodrive BMW Mitsubishi Ralliart Europe | BMW M3 E30 Mitsubishi Galant VR-4 |  |  |  |  |  |  |  |  |  | Rit |  |  | Rit |  |  |  | 0     |      |

| 1989 | Scuderia                   | Vettura                |     |  |  |  |  |     |  |  |     |  |  |  |   |  |  |  | Punti  | Pos. |
| ---- | -------------------------- | ---------------------- | --- |  |  |  |  | --- |  |  | --- |  |  |  | - |  |  |  | ------ | ---- |
| 1989 | Mitsubishi Ralliart Europe | Mitsubishi Galant VR-4 | Rit |  |  |  |  | Rit |  |  | Rit |  |  |  | 5 |  |  |  | [ 14 ] |      |

| 1990 | Scuderia                   | Vettura                |     |     |  |  |     |  |  |   |  |  |  |     |  |  |  |  | Punti  | Pos. |
| ---- | -------------------------- | ---------------------- | --- | --- |  |  | --- |  |  | - |  |  |  | --- |  |  |  |  | ------ | ---- |
| 1990 | Mitsubishi Ralliart Europe | Mitsubishi Galant VR-4 | Rit | Rit |  |  | Rit |  |  | 2 |  |  |  | Rit |  |  |  |  | [ 14 ] |      |

| 1991 | Scuderia                 | Vettura                                      |  |  |  |  |  |  |  |  |   |  |  |  |  |   |  |  | Punti  | Pos. |
| ---- | ------------------------ | -------------------------------------------- |  |  |  |  |  |  |  |  | - |  |  |  |  | - |  |  | ------ | ---- |
| 1991 | Subaru Rally Team Europe | Ford Sierra RS Cosworth 4x4 Subaru Legacy RS |  |  |  |  |  |  |  |  | 7 |  |  |  |  | 5 |  |  | [ 14 ] |      |

| 1992 | Scuderia                 | Vettura          |  |     |  |  |  |     |     |  |   |     |  |  |  |   |  |  | Punti  | Pos. |
| ---- | ------------------------ | ---------------- |  | --- |  |  |  | --- | --- |  | - | --- |  |  |  | - |  |  | ------ | ---- |
| 1992 | Subaru Rally Team Europe | Subaru Legacy RS |  | Rit |  |  |  | Rit | Rit |  | 4 | Rit |  |  |  | 2 |  |  | [ 14 ] |      |

| 1993 | Scuderia       | Vettura                             |  |     |  |  |  |     |  |     |   |   |  |  |   |  |  |  | Punti         | Pos. |
| ---- | -------------- | ----------------------------------- |  | --- |  |  |  | --- |  | --- | - | - |  |  | - |  |  |  | ------------- | ---- |
| 1993 | 555 Subaru WRT | Subaru Legacy RS Subaru Impreza 555 |  | Rit |  |  |  | Rit |  | Rit | 2 | 2 |  |  | 5 |  |  |  | [ 15 ] [ 14 ] |      |

| 1995 | Scuderia | Vettura                 |  |  |  |  |  |  |  |     |  |  |  |  |  |  |  |  | Punti | Pos. |
| ---- | -------- | ----------------------- |  |  |  |  |  |  |  | --- |  |  |  |  |  |  |  |  | ----- | ---- |
| 1995 |          | Ford Escort RS Cosworth |  |  |  |  |  |  |  | Rit |  |  |  |  |  |  |  |  | 0     |      |

| 1998 | Scuderia            | Vettura             |  |  |  |     |  |  |  |  |  |     |  |  |  |  |  |  | Punti | Pos. |
| ---- | ------------------- | ------------------- |  |  |  | --- |  |  |  |  |  | --- |  |  |  |  |  |  | ----- | ---- |
| 1998 | Renault Team Sweden | Renault Mégane Maxi |  |  |  | Rit |  |  |  |  |  | Rit |  |  |  |  |  |  | 0     |      |

| Legenda | 1º posto | 2º posto | 3º posto | A punti | Senza punti | Ritirato | Squalificato | NP=Non partito C=Gara cancellata | Apice=Power stage |